# Eugène Isabey
Pour les articles homonymes, voir Isabey.
Ne doit pas être confondu avec son père le peintre Jean-Baptiste Isabey.
Eugène Isabey, né Eugène Louis Gabriel Isabey le 22 juillet 1803 à Paris et mort le 25 avril 1886 à Montévrain, est un peintre, lithographe et aquarelliste français.

## Biographie
Quatrième enfant du peintre Jean-Baptiste Isabey (1767-1855), dit « le plus célèbre miniaturiste du Premier Empire », et de sa première épouse née Justine Laurisse de Salienne (1765 - † 31/01/1829) - ses sœurs et frère aînés sont Alexandrine, née en 1791, Hector né en 1794 († 1814) et Louise-Simone, née en 1797 - Eugène Isabey, né à Paris au palais du Louvre où sa famille est logée, souhaite d'abord être marin et ne devient peintre que sur l'insistance de son père. Sa sœur Alexandrine épouse le peintre et décorateur d'opéras Pierre-Luc-Charles Ciceri et est donc la mère d'Eugène Cicéri et la belle-mère du peintre Auguste Alfred Rubé.
Il peint des scènes d'histoire, de genre et des paysages, des naufrages en mer, thème alors en vogue, marqué par le romantisme. Ses débuts sont influencés par Eugène Delacroix et Richard Parkes Bonington.
Il réalise notamment des intérieurs d'une coloration grise tout en nuances. Peintre principalement de marines et de paysages (Picardie, Normandie), il travaille dans son atelier parisien avec des élèves comme Eugène Boudin et Johan Barthold Jongkind dont il fut l'un des maîtres, ou Durand-Brager. Il fut l'ami d'Horace Vernet.
On lui attribue la découverte du site d'Étretat, où il s'installe durant six mois en 1820 pour peindre chez un capitaine des garde-côtes et où il revient les années suivantes avec Bonington et Camille Roqueplan.
À partir de 1824, il séjourne à Honfleur avec le peintre paysagiste et de genre Xavier Leprince. Il expose au Salon dès 1824, où il envoie ses Vue de la plage d'Honfleur, Intérieur du port de Trouville et Ouragan devant Dieppe, qui lui valent une médaille d'or. Il s'installe à Saint-Siméon en 1826. Il envoie des vues de la région au Salon de 1827, où il obtient une médaille de première classe et il rencontre Paul Huet, peintre de paysages et d'animaux. Parmi ses œuvres, citons L'Embarquement de Ruyter, William de Witt et une Tentation de saint Antoine.
En 1830, il fait la campagne d'Afrique, au cours de laquelle il peint un panorama de la rade de Toulon et le camp de débarquement français à Sidi Ferruch. En 1831, il est choisi pour accompagner la mission diplomatique du comte de Mornay au Maroc, cependant il refuse, rentrant tout juste d'Algérie ; il est remplacé par Eugène Delacroix.
Eugène Isabey épouse en juin 1832 Laure Lebreton († 1862) dont le portrait fut peint par Jean-Baptiste Isabey en 1831 (Paris, musée Carnavalet), mariage dont en 1833 naît une fille, Marie. Il est nommé chevalier de la Légion d'honneur en 1832 (il est promu officier du même ordre en 1852).
C'est lors de son voyage à La Haye en 1845 qu'Eugène Isabey rencontre Jongkind, incitant celui-ci, encore débutant à venir à Paris : Jongkind s'installe ainsi en 1846 place Pigalle, « dans la maison où Isabey a son atelier, lieu de rencontres des peintres et des écrivains ». « Les deux compères » visitent Fécamp, Yport, Saint-Valery-en-Caux, notamment en juin 1850, retrouvant Jehannot et Cicéri à Étretat où « tous travaillent sans relâche ».
Eugène Isabey obtient une médaille de première classe pour Le Départ à la chasse de Louis XIII à l'Exposition universelle de 1855. Veuf, il épouse en secondes noces en juin 1864 Emma Morizot (sans postérité) qu'Edmonde Charles-Roux évoque dans son livre Une enfance sicilienne comme s'étant ensuite remariée avec Beppe della Cerda, grand-père du héros de la romancière, Fulco di Verdura.
Eugène Isabey est inhumé à Paris au cimetière du Père-Lachaise (20e division),.
On connaît des portraits d'Eugène Isabey exécutés par son père, comme le dessin de 1820 que conserve le musée Carnavalet à Paris, comme également la lithographie de Godefroy Engelmann d'après Jean Baptiste Isabey qu'en 1821 ce dernier a titré Mon fils, mon élève et mon ami et qui est visible au Cleveland Museum of Art, comme encore le portrait de 1825 conservé au Fogg Art Museum de Cambridge (Massachusetts), le musée Carnavalet conservant son portrait en buste, œuvre du sculpteur Jean-Pierre Dantan en 1831 et la National Portrait Gallery de Londres son portrait photographié par Charles Reutlinger vers 1870.

## Son style
Eugène Isabey est célèbre pour avoir peint des scènes de marines « sans mer ». Il préfère peindre la misère des marins à marée basse, que la vague bondissante de la mer contre les falaises. Son style « fluide » et « lâché » est fait d'effets tachés et d'exécution rapide, qu'il oppose à des détails précis.
À la fin de sa vie, Eugène Isabey renonce à la peinture à l'huile pour se consacrer à l'aquarelle et à la gouache, travaillant sur le motif. Ses aquarelles annoncent l'impressionnisme tant par le style que par les lieux qu'il découvre. Il influença Johan Barthold Jongkind et Eugène Boudin dans ces dessins de paysages de Normandie et Bretagne, utilisant encre, aquarelle et gouache. La rencontre de Claude Monet et Jongkind eut lieu chez lui à Honfleur en 1862. Il était également ami avec le peintre russe Alexeï Bogolioubov à qui il fit découvrir la région de Veules-les-Roses.

## Distinctions
- Officier de la Légion d'honneur (22 janvier 1852).

## Hommages
- Un groupe scolaire de Montévrain (école primaire et élémentaire) porte son nom en hommage à sa présence dans la commune.
- Une rue porte son nom dans les villes d'Étretat, Le Havre, Trouville-sur-Mer et Paris.
- Une course disputée annuellement sur l'hippodrome de Dieppe porte le nom de Prix Eugène-Isabey.

## Œuvre

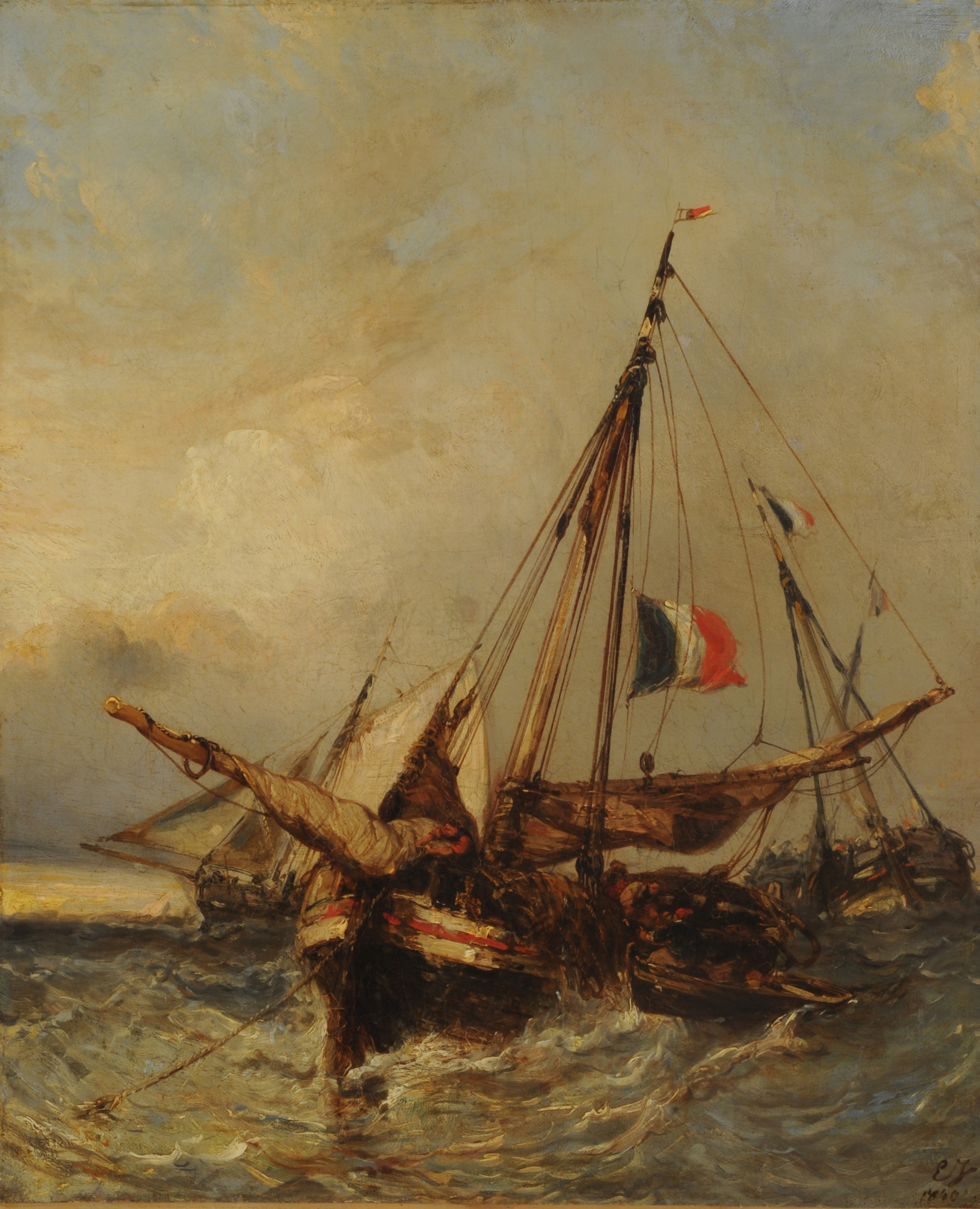
Marine musée national des beaux-arts d'Argentine
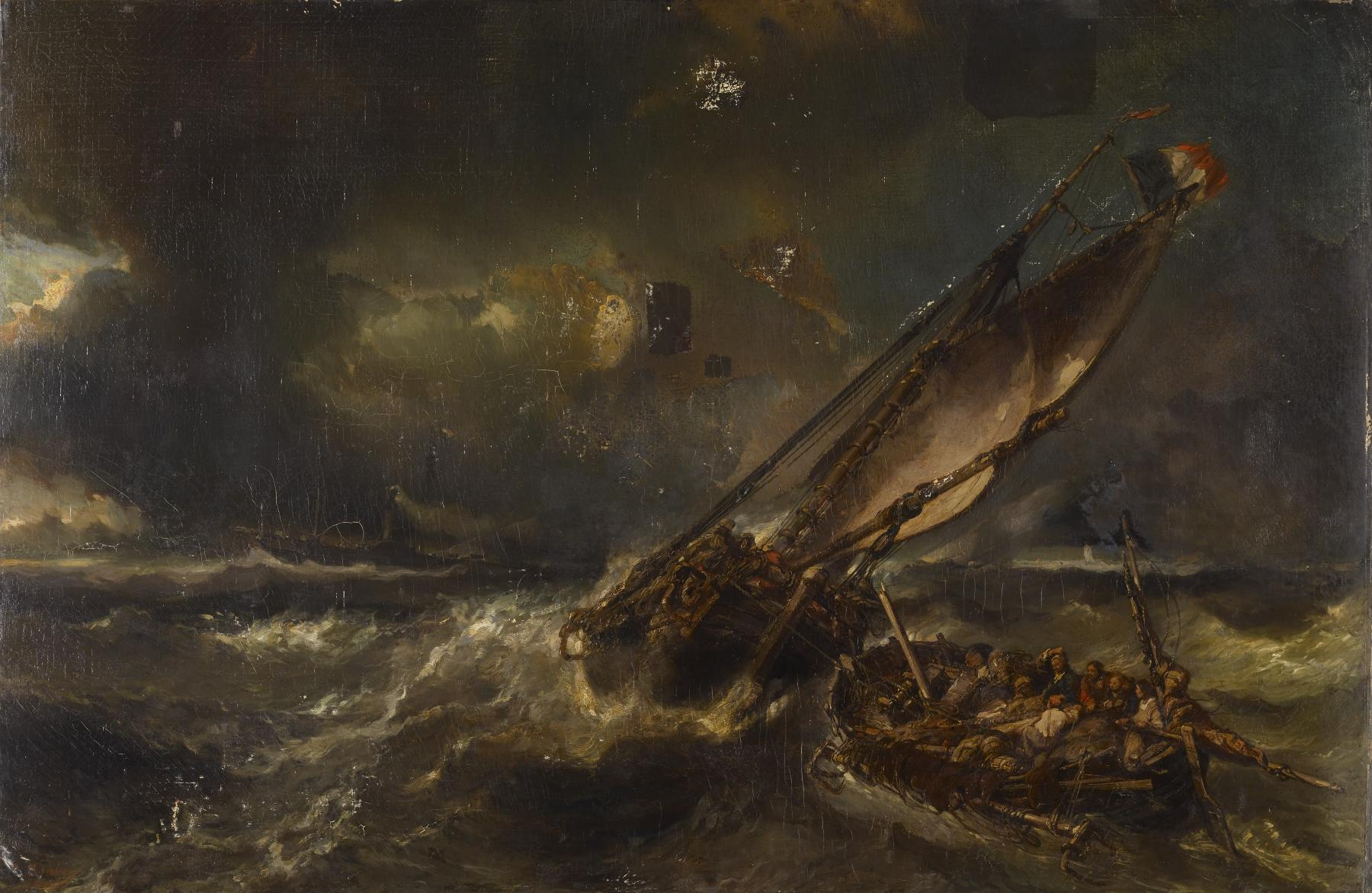
Après la tempête Baltimore, Walters Art Museum
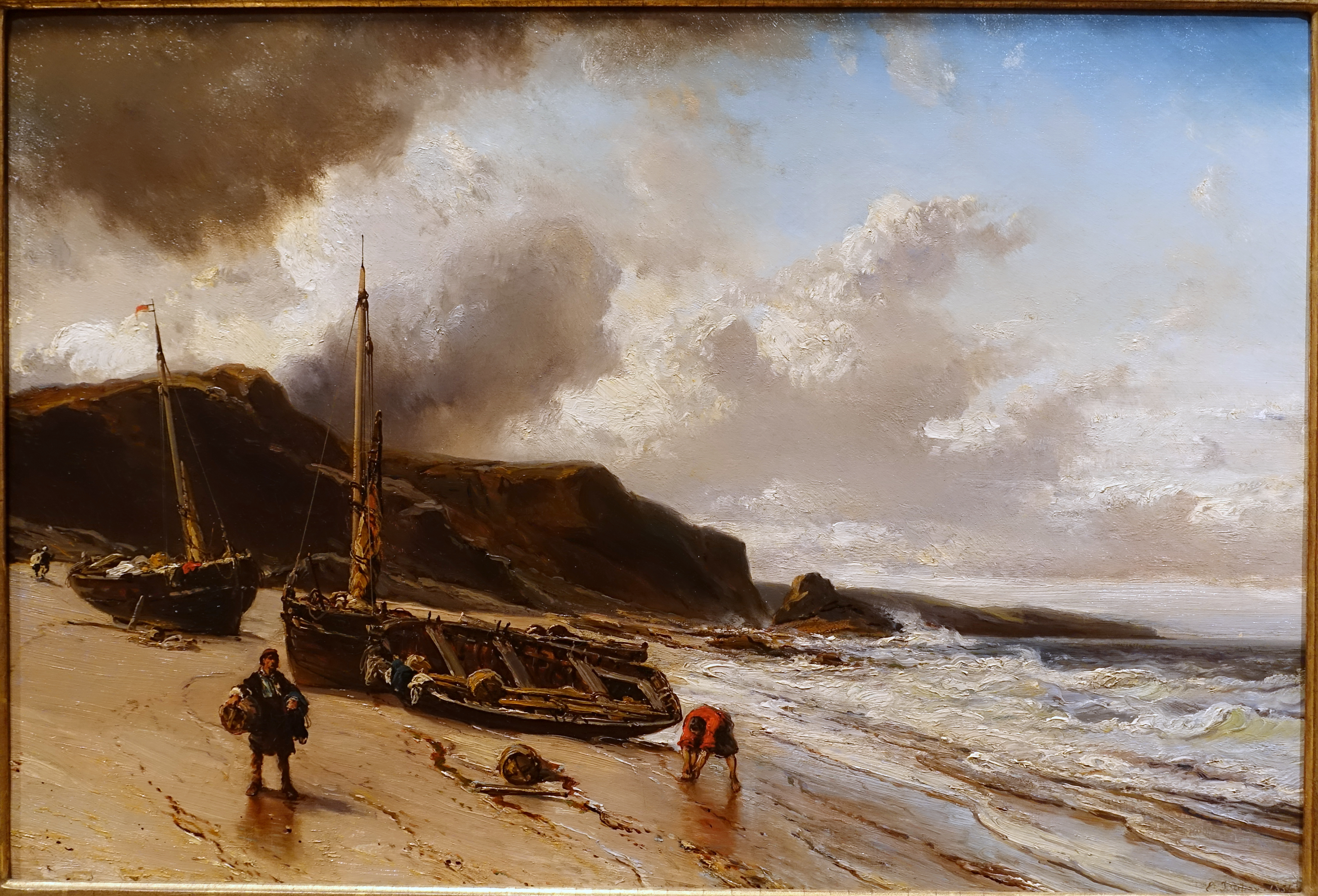
Paysage marin, Middlebury College Museum of Art
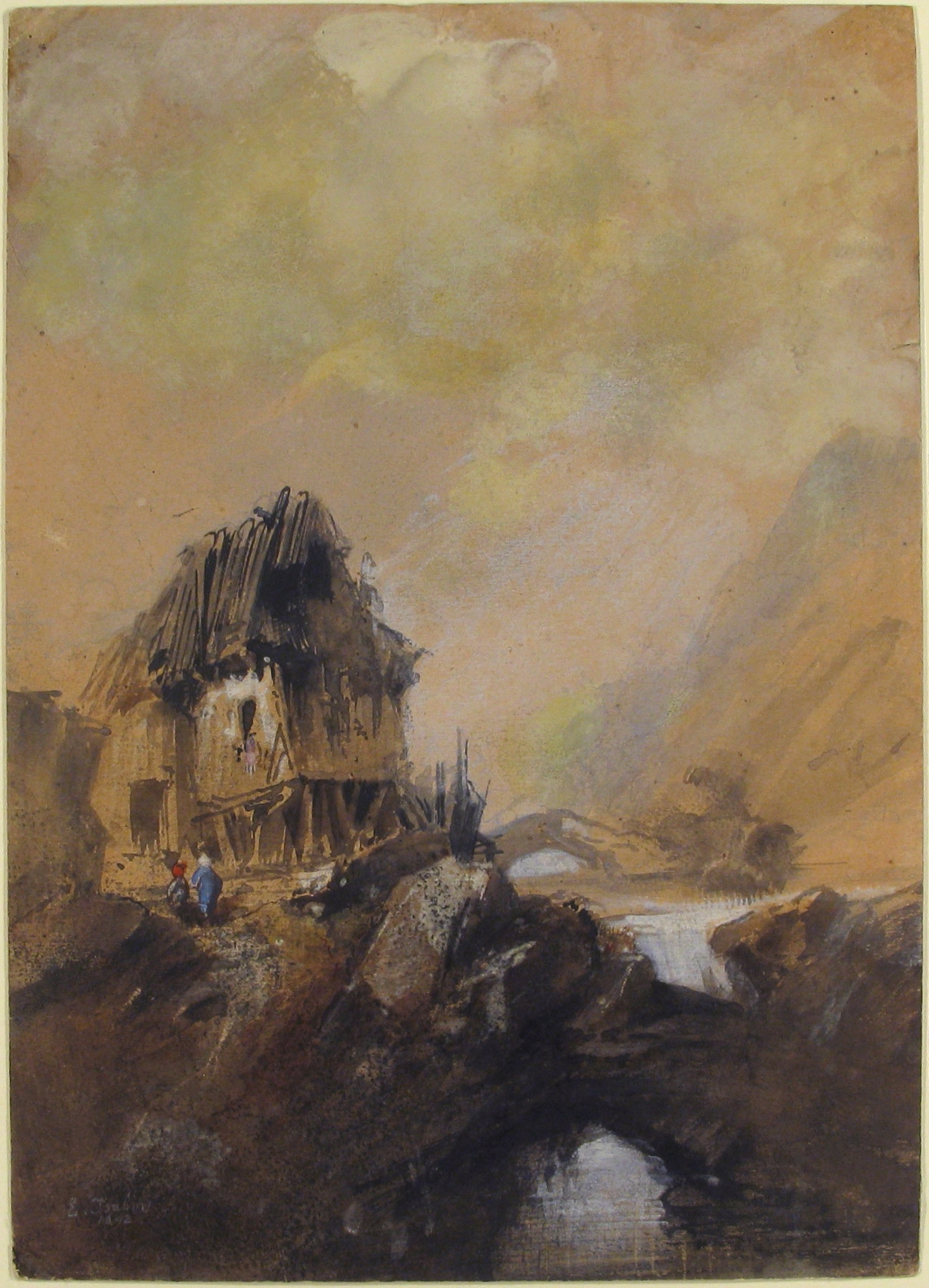
Village à Dieppe New York, Metropolitan Museum of Art
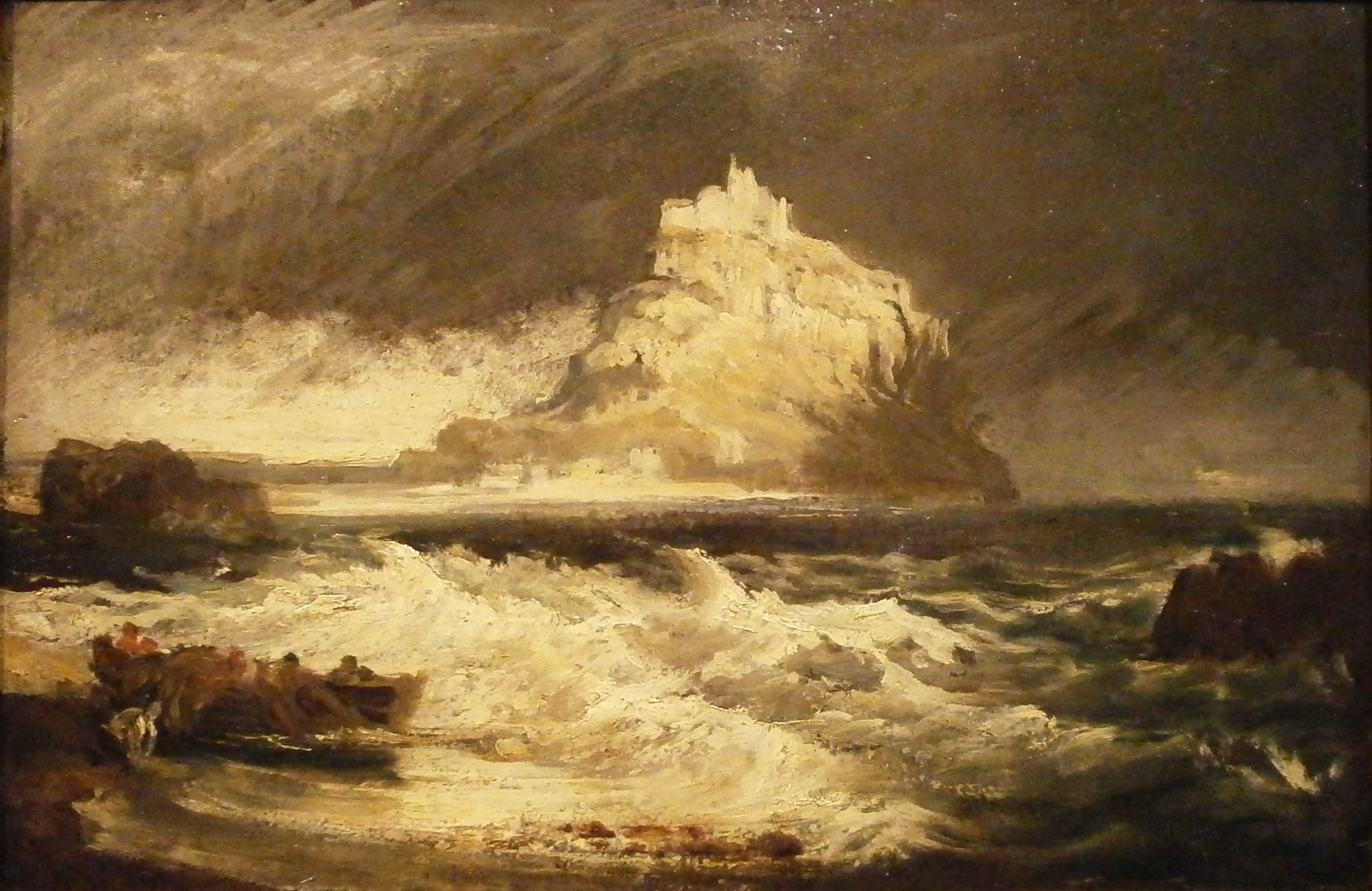
Mont Saint-Michel Amiens, musée de Picardie
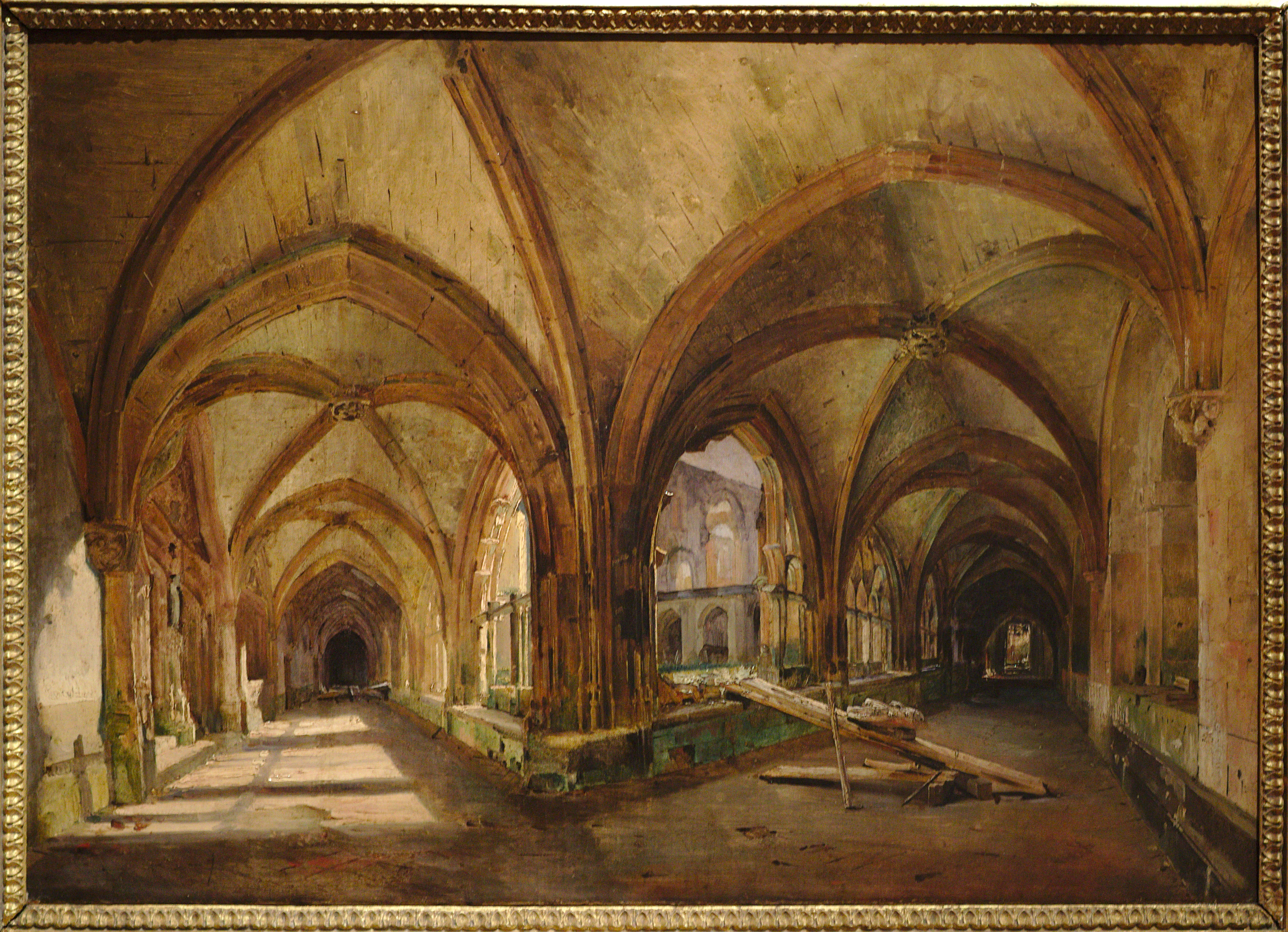
Cloître de l'abbaye de Saint-Wandrille Musée des beaux-arts et d'archéologie de Besançon
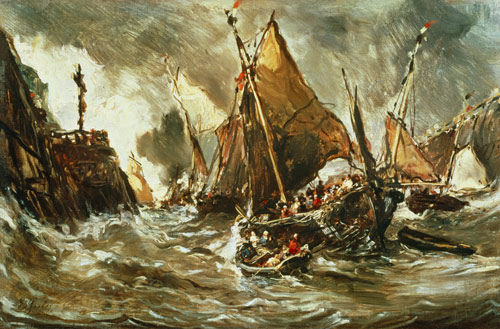
Matelots sortant du port de Saint-Valery Musée des beaux-arts de Caen
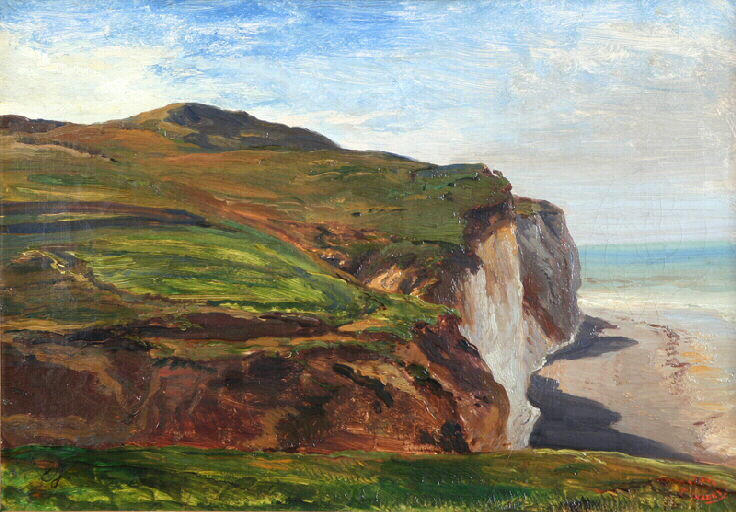
Falaises en Normandie château de Dieppe
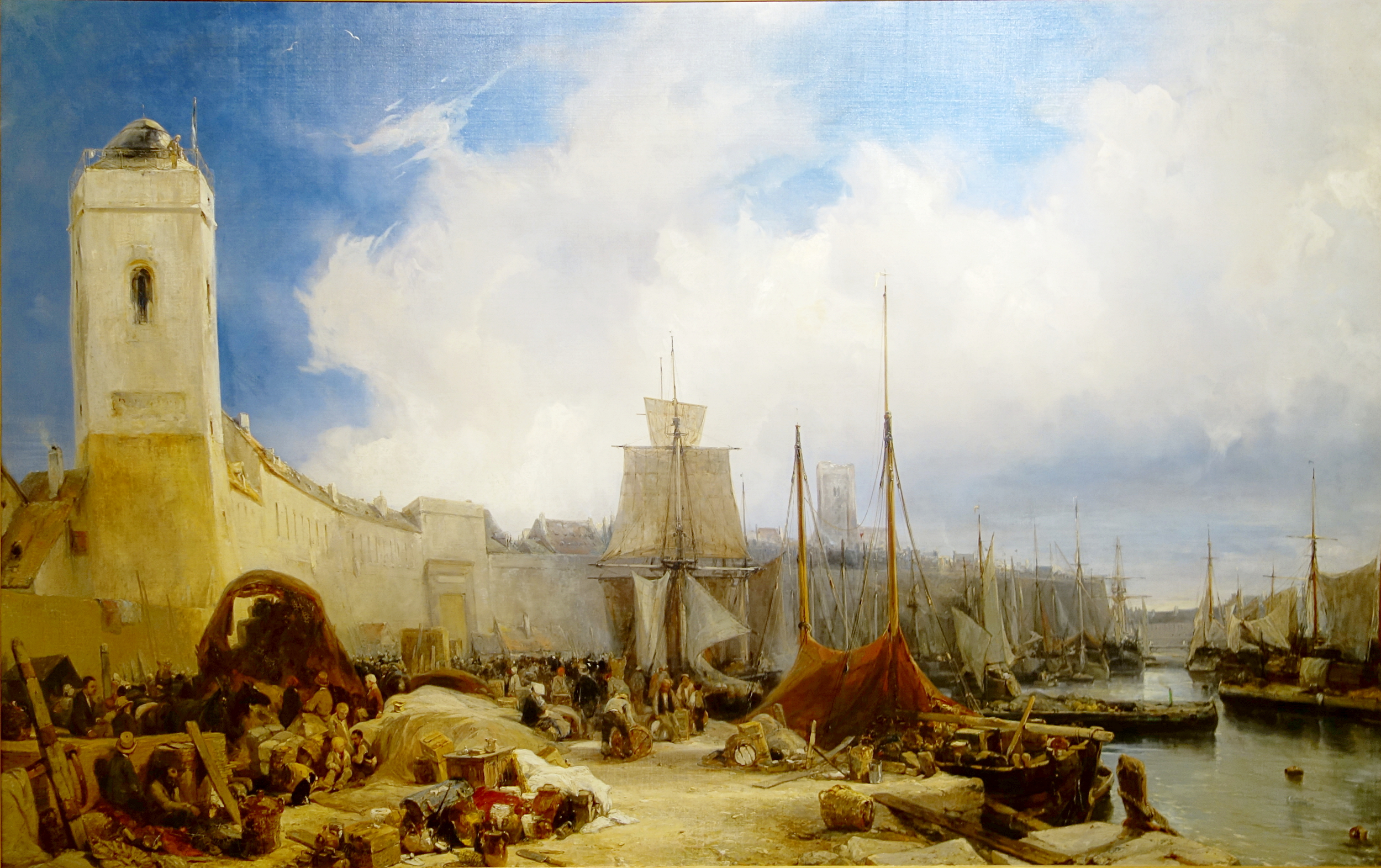
Port de Dunkerque Lieu d'art et action contemporaine de Dunkerque
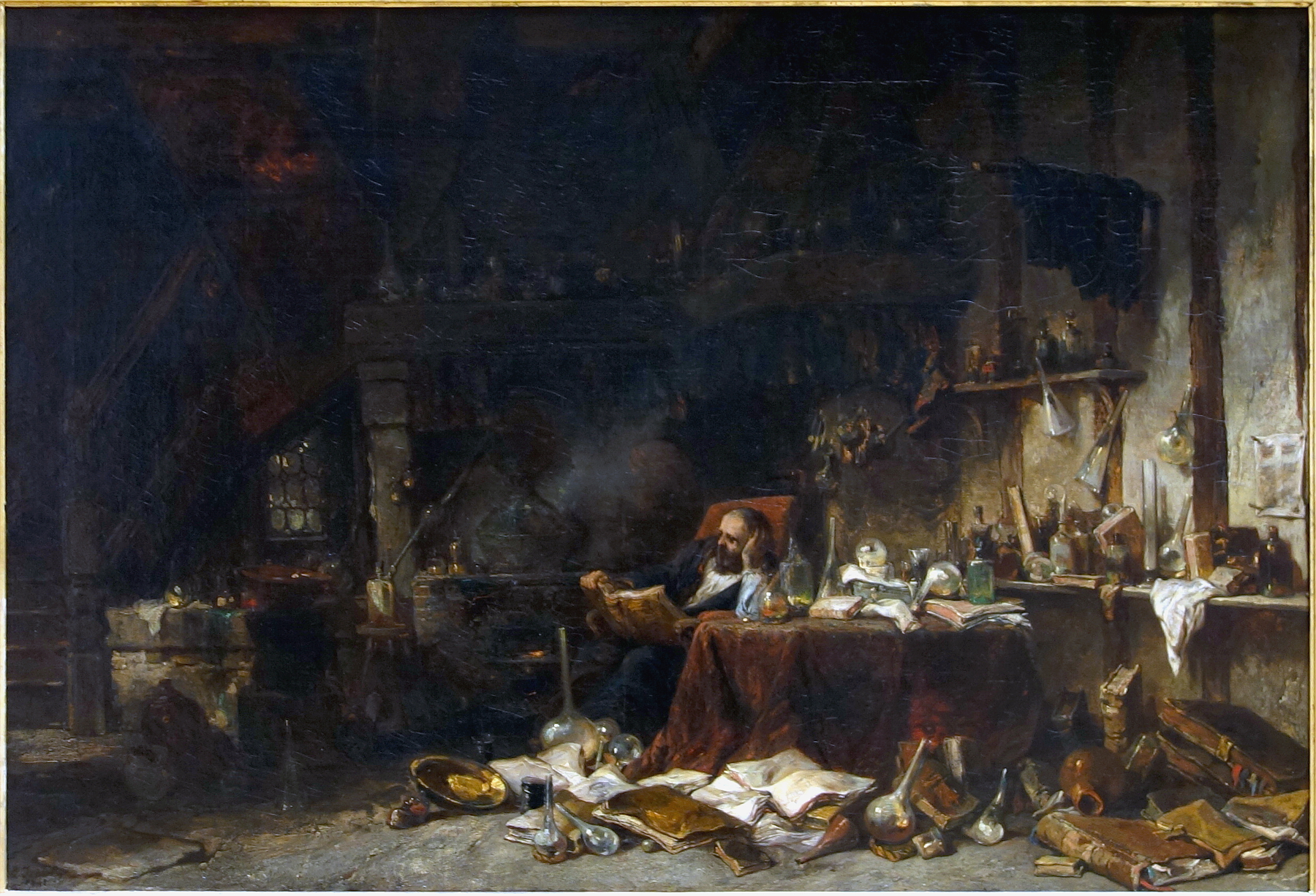
Le Cabinet d'un alchimiste Palais des beaux-arts de Lille
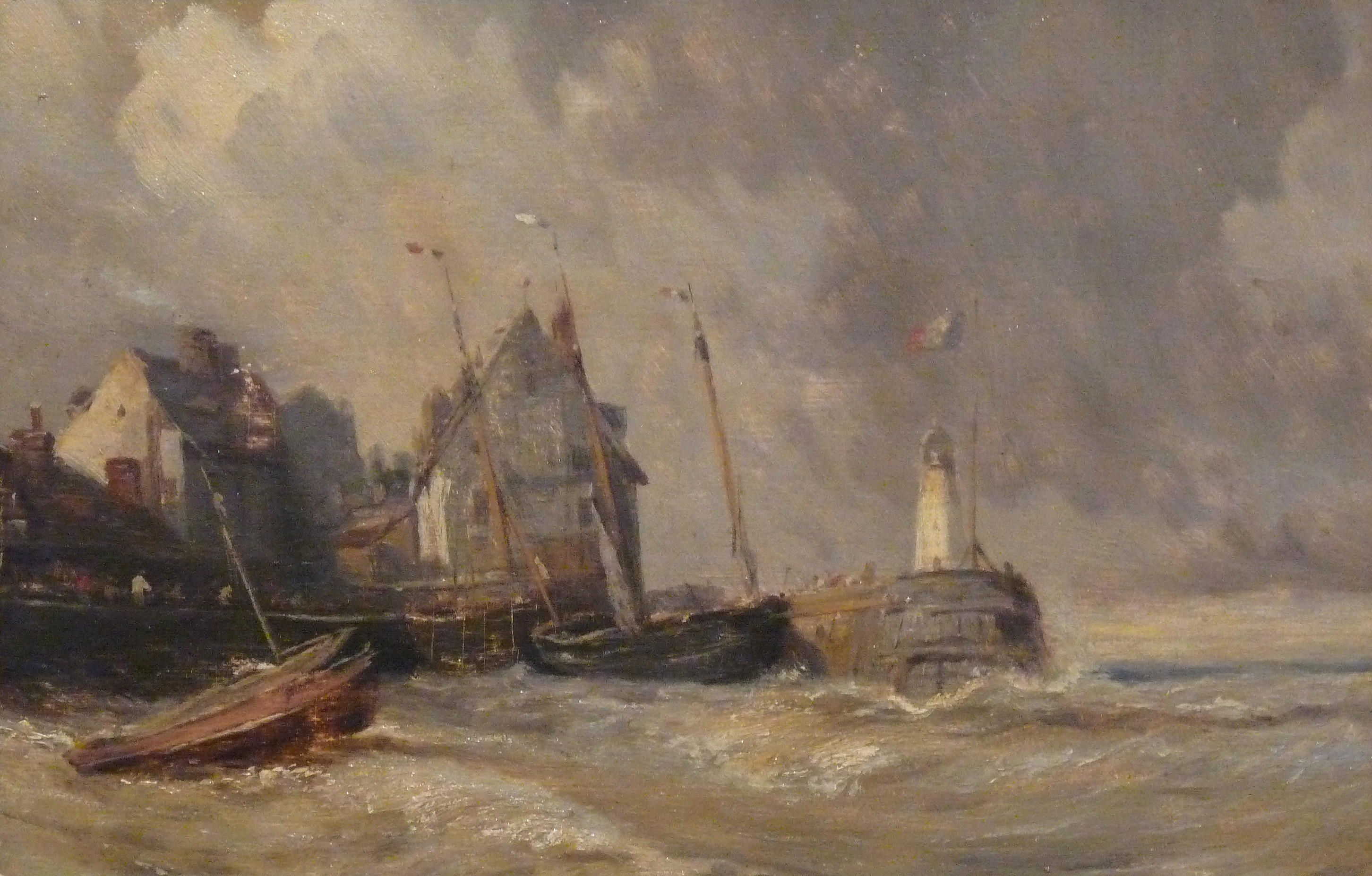
Marine Musée des beaux-arts de Mulhouse
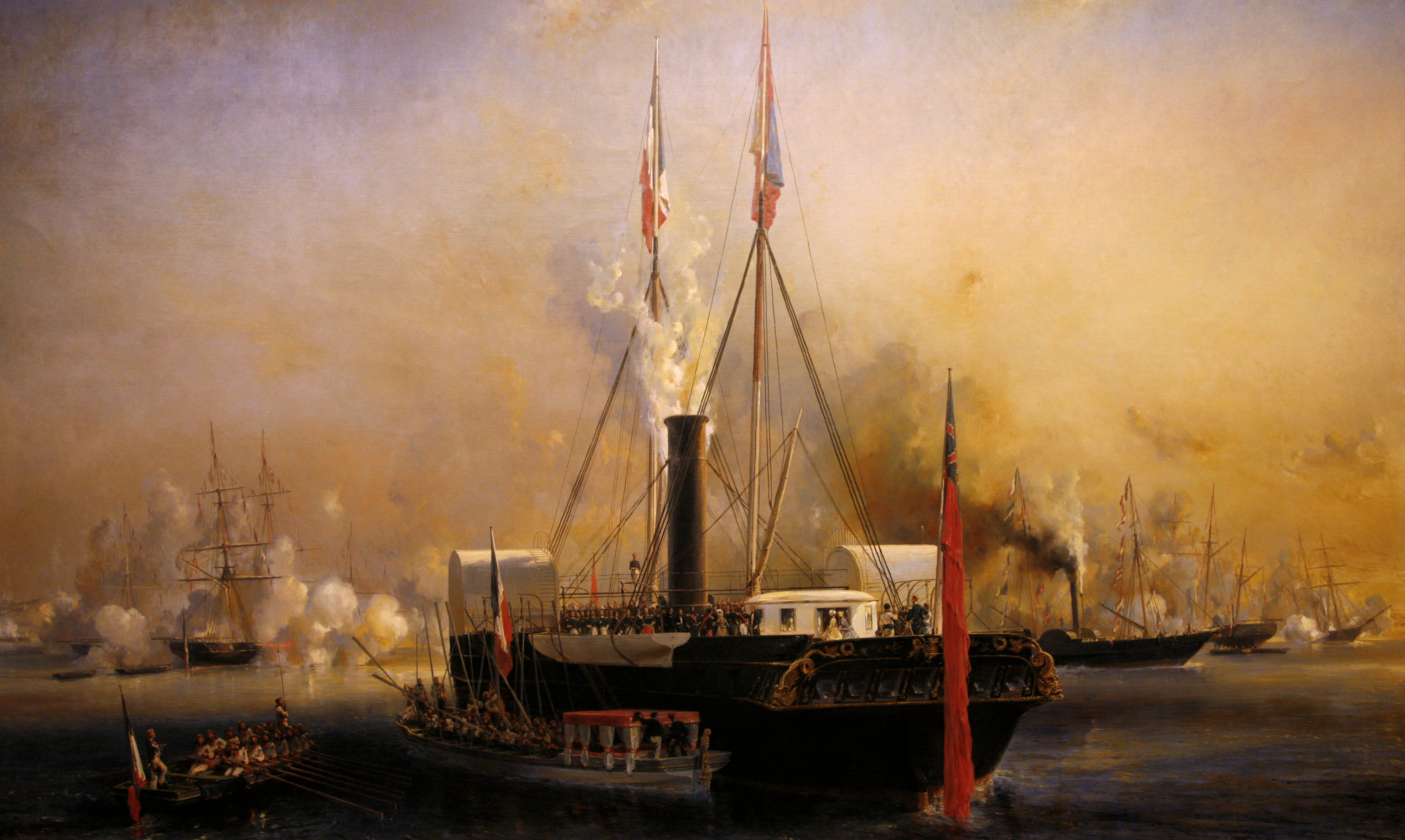
Visite de la Reine Victoria au Tréport Paris, Musée national de la marine

Œuvres d'Eugène Isabey
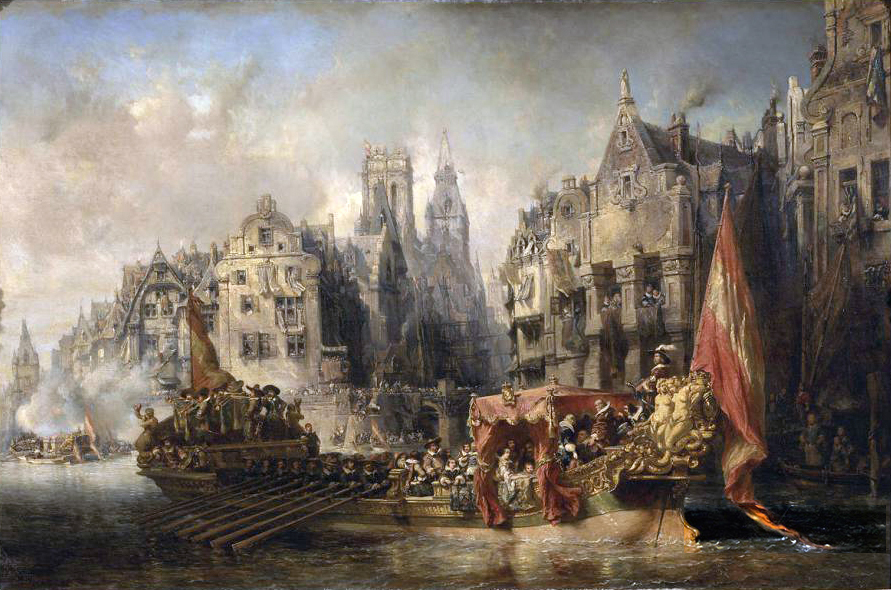
Arrivée du duc d'Albe à Rotterdam (1844) Paris, musée d'Orsay.
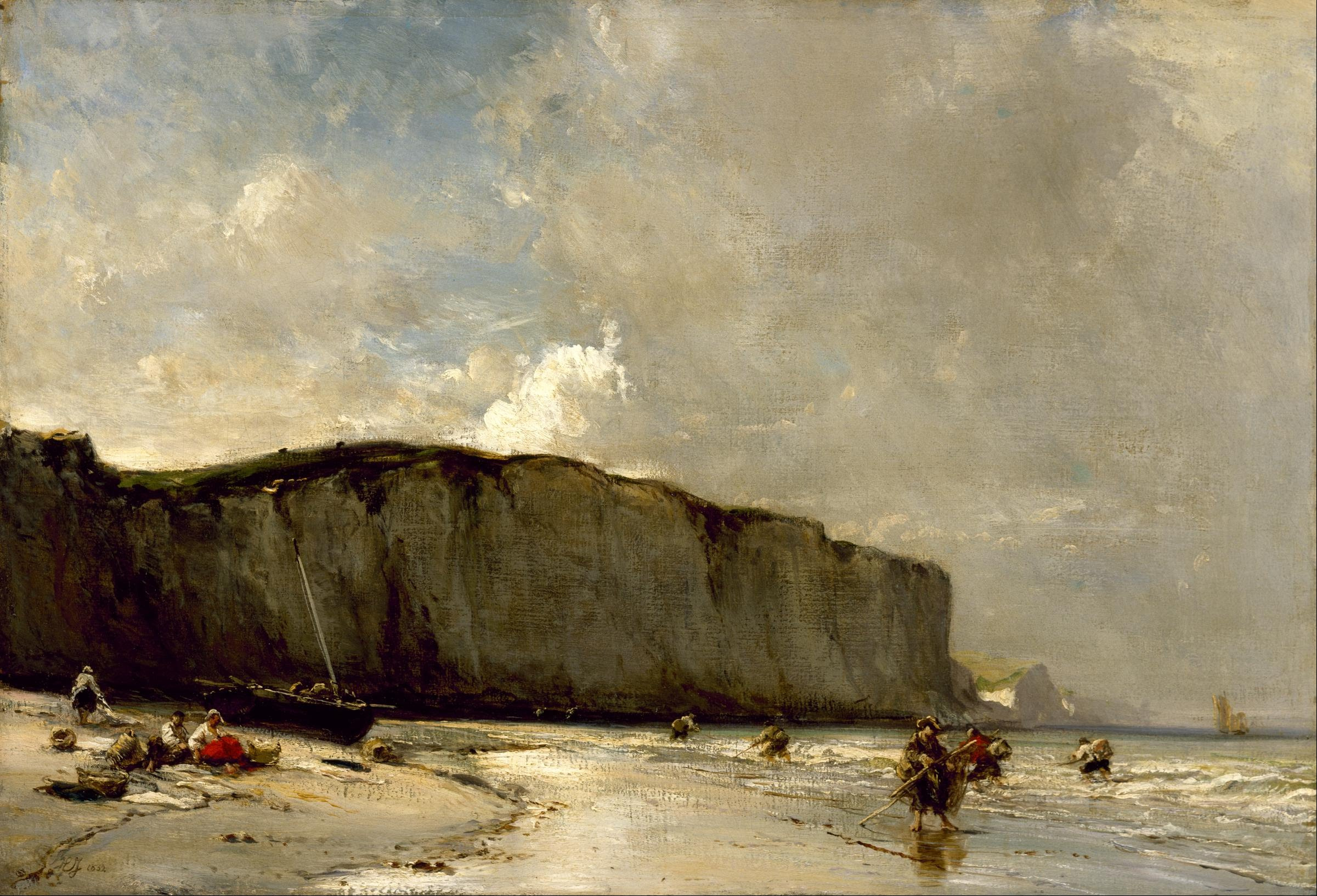
Vue de la côte normande (1852) musée des beaux-arts de Houston.
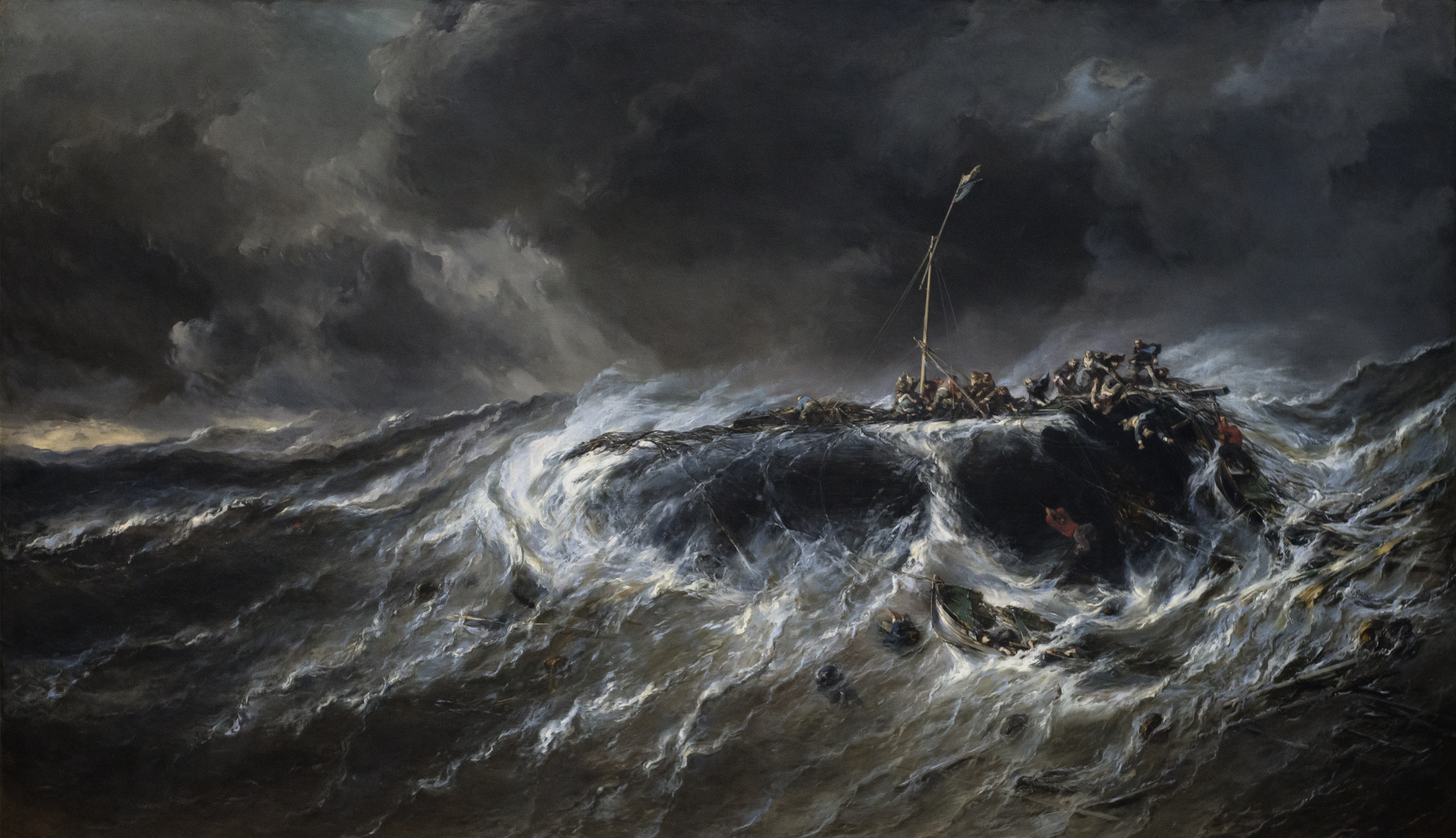
Naufrage du trois-mâts « Emily » en 1823 (1865) musée des beaux-arts de Nantes.
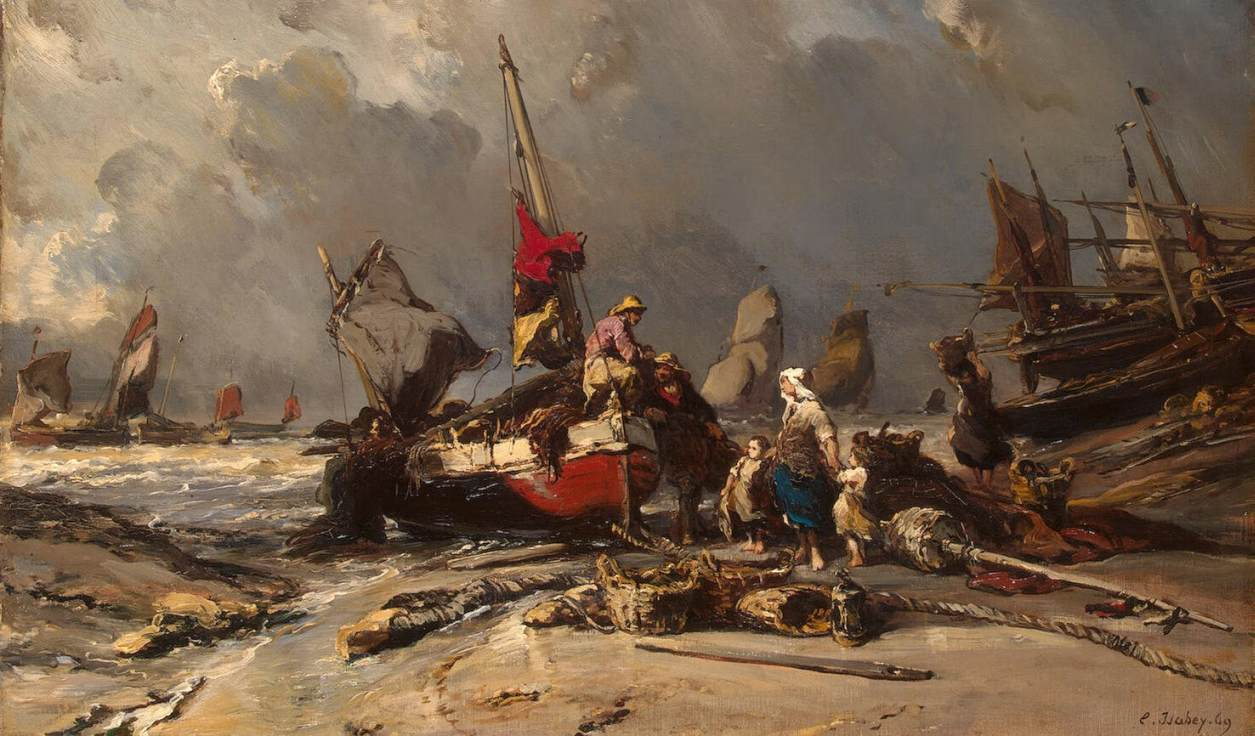
Après l'orage (1869) Saint-Pétersbourg, musée de l'Ermitage.
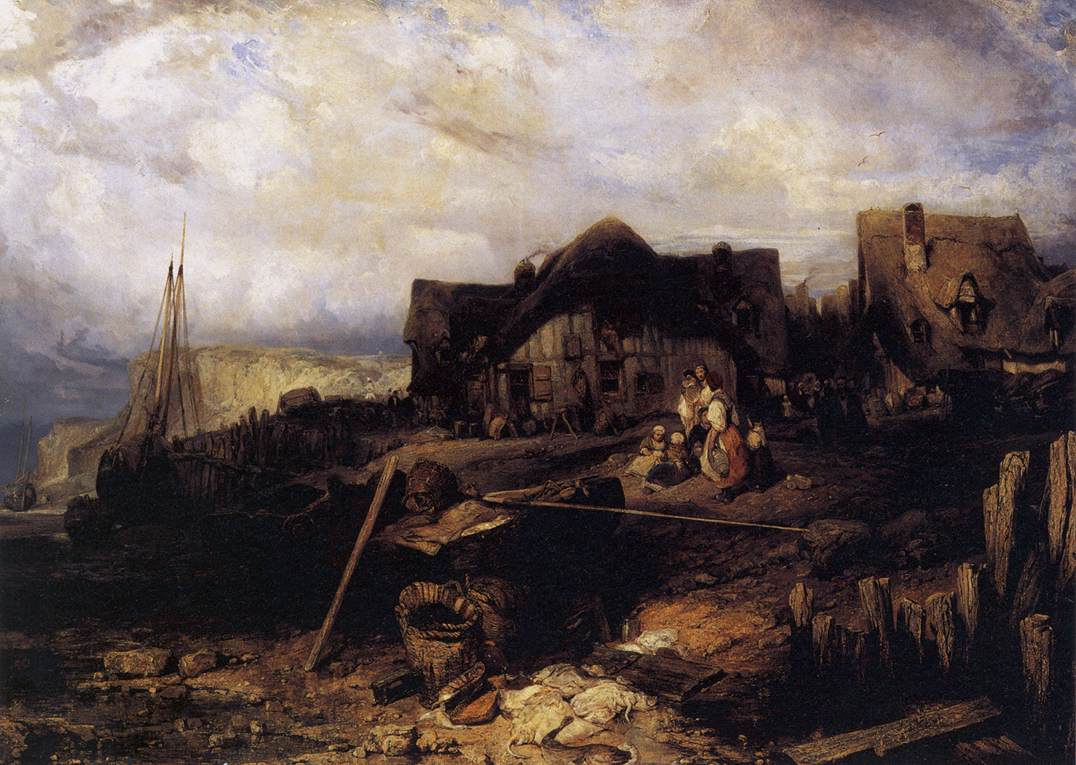
La Plage à marée basse musée des beaux-arts de Caen.
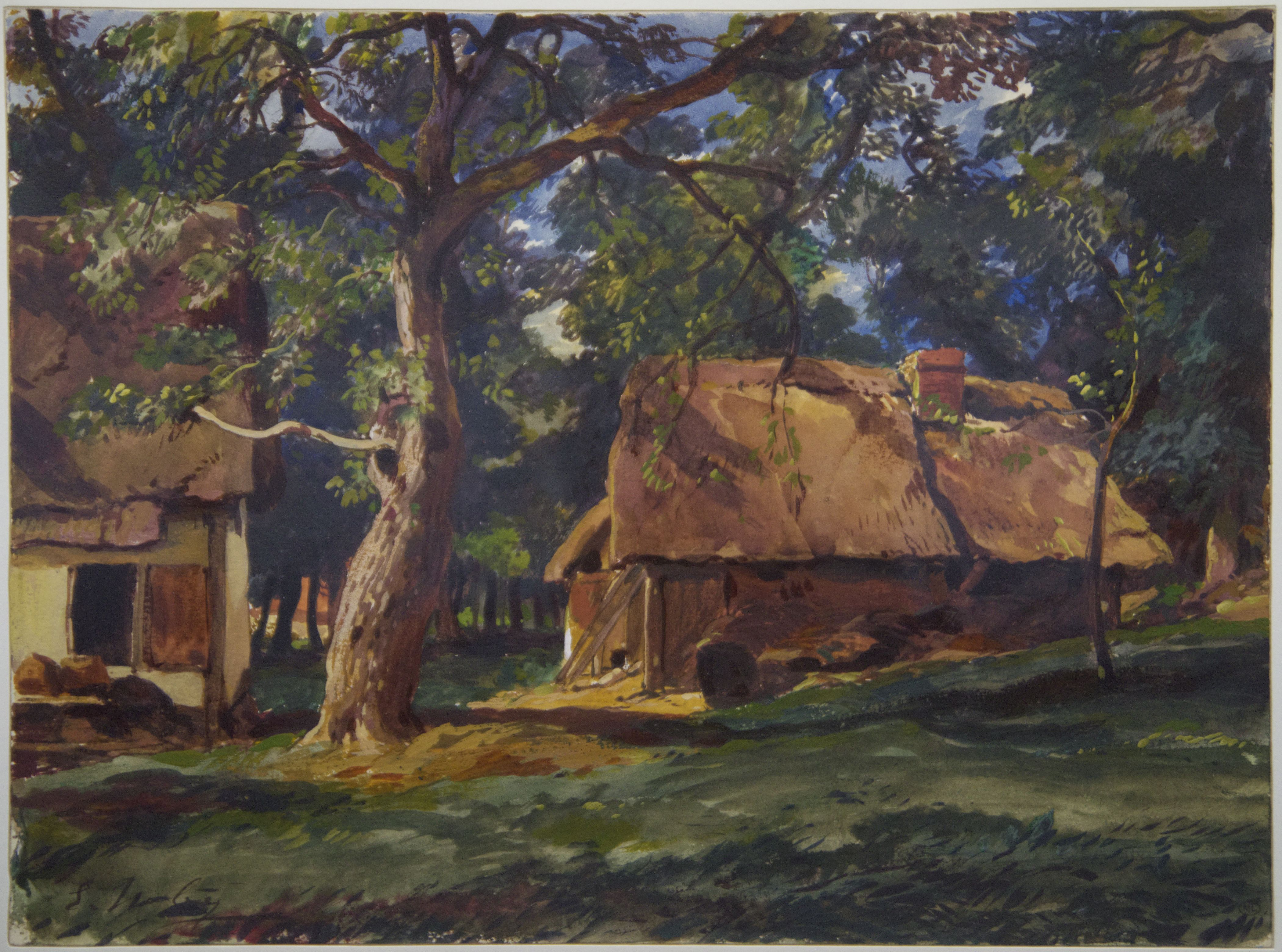
Chaumières à Varengeville Paris, musée du Louvre.
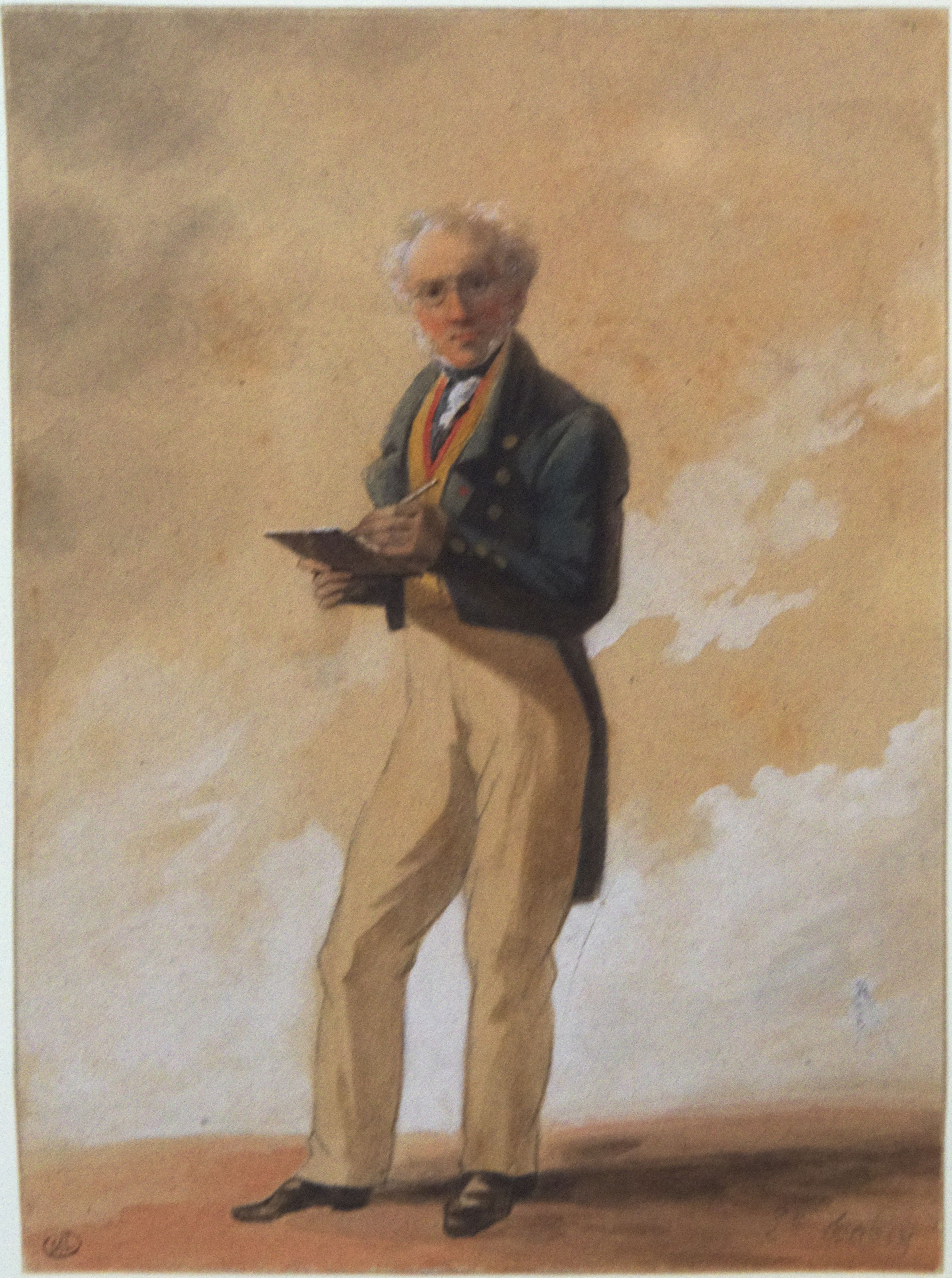
Jean-Baptiste Isabey Paris, musée du Louvre.
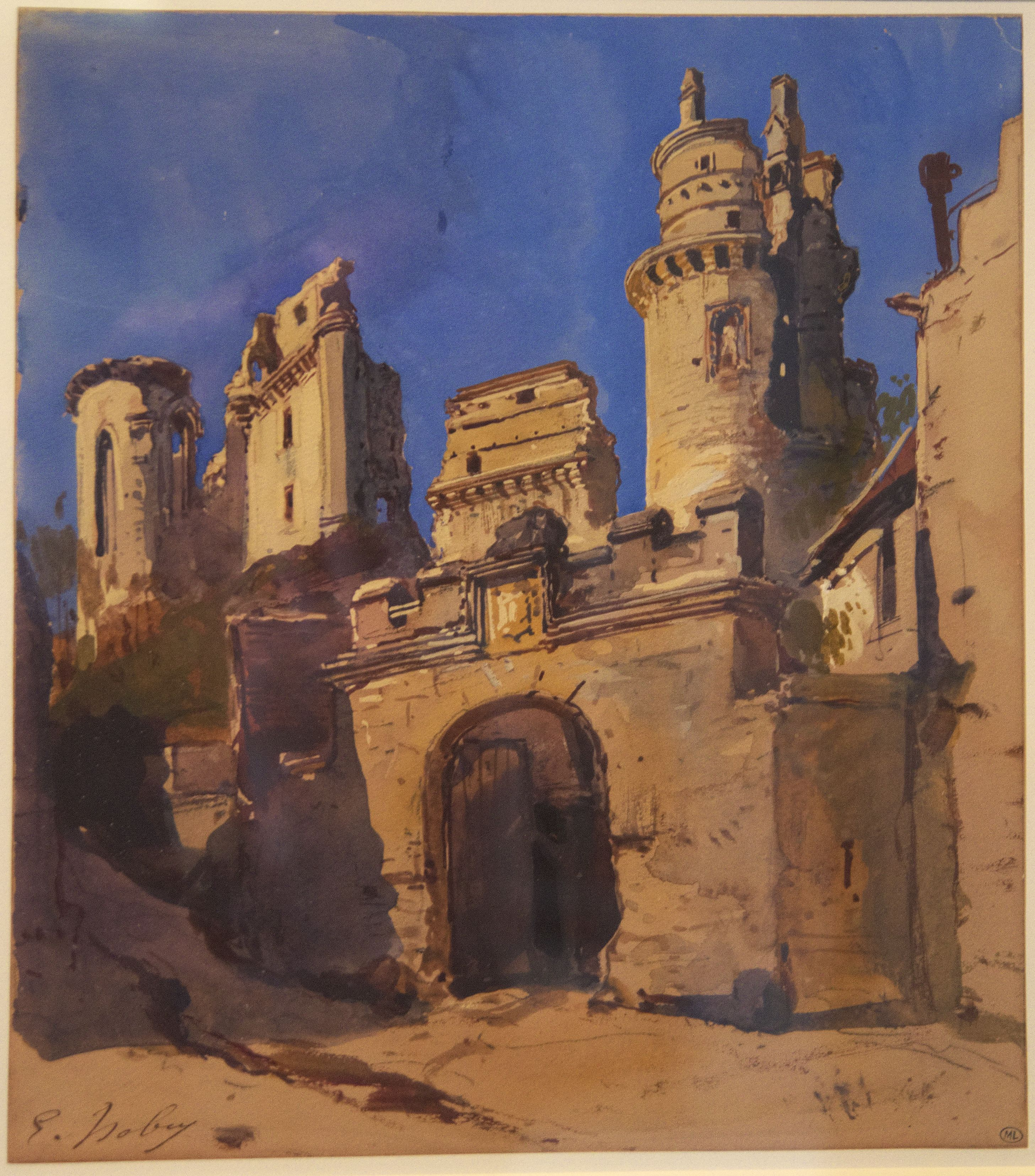
Le Château de Pierrefonds en ruine Paris, musée du Louvre.
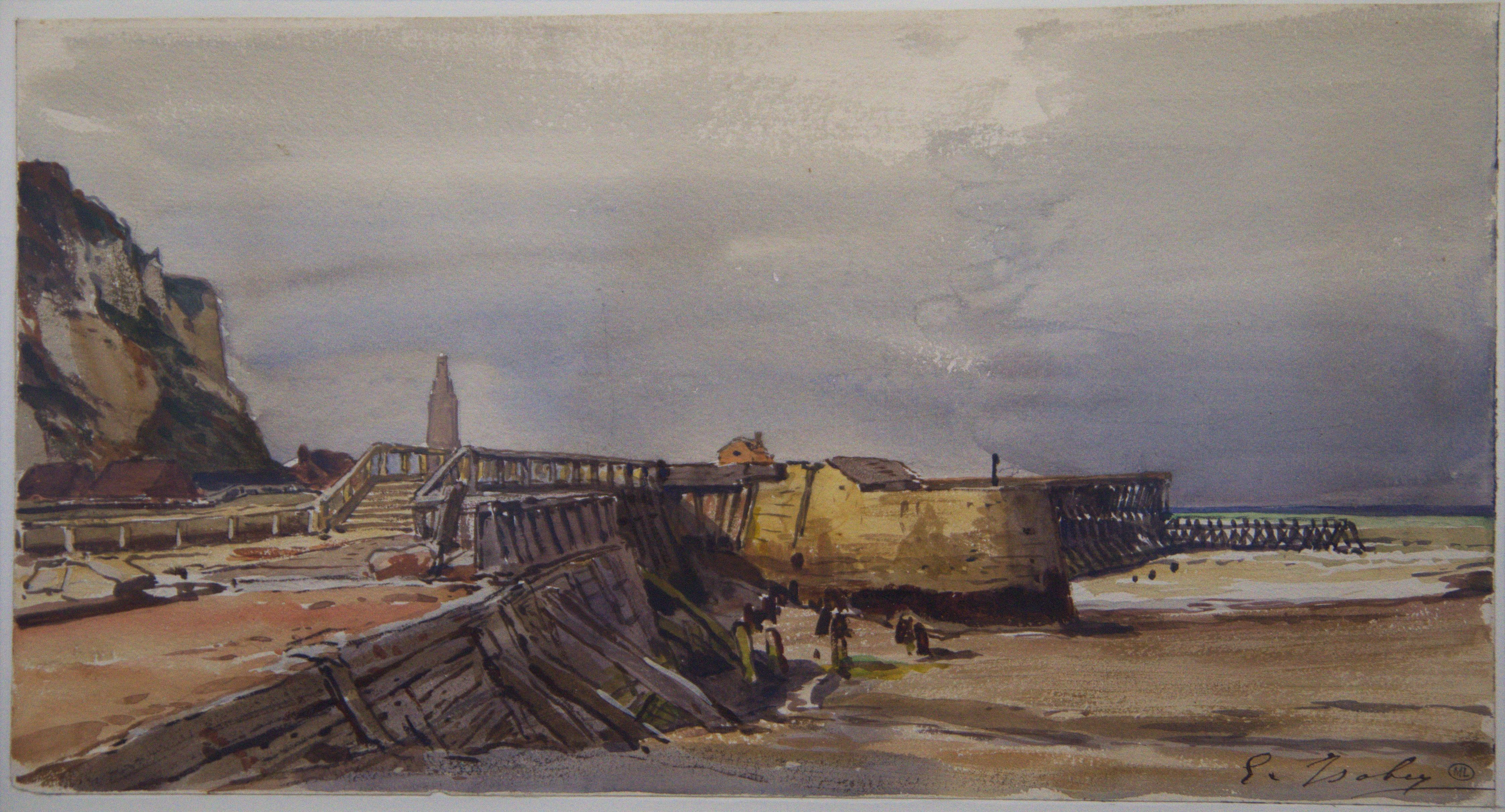
Plage et remparts Paris, musée du Louvre.
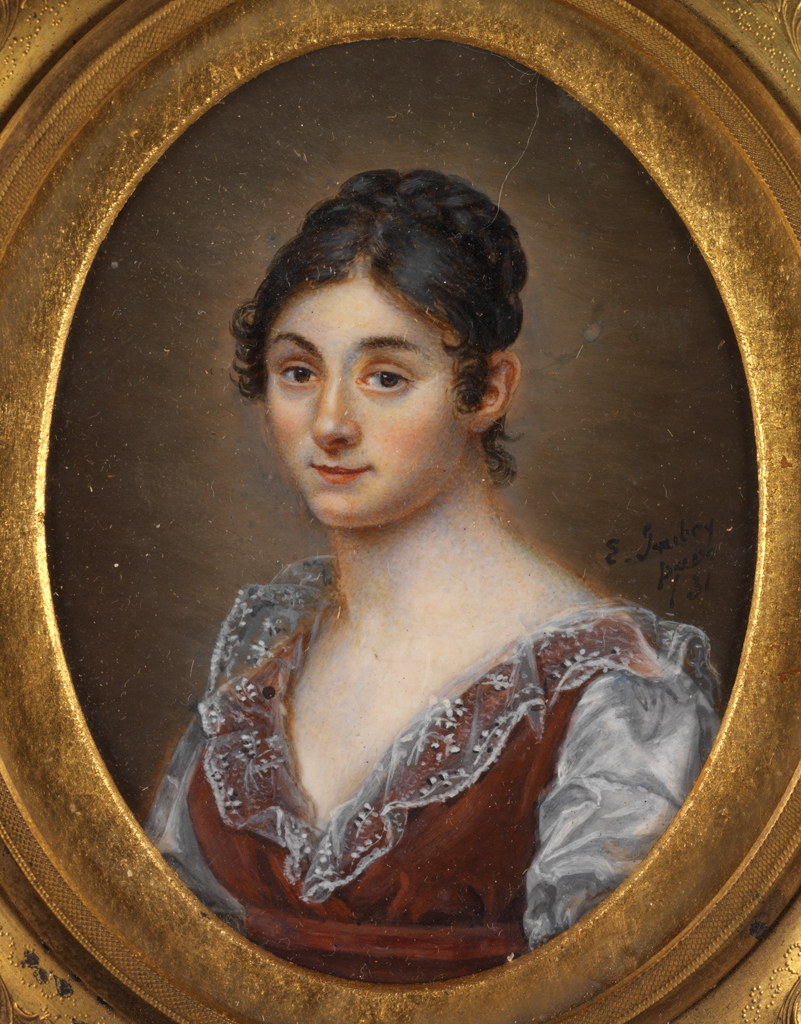
Portrait de jeune femme, 1831 Rhode Island School of Design Museum.

### Dessins, Lithographie
- Canberra, Galerie nationale d'Australie : Environs de Dieppe, 1832-3, lithographie, 29 × 33 cm[24]
- Melbourne, National Gallery of Victoria, Radoub d'une barque a marée basse, lithographie, 52 × 36 cm[25].
- Sydney, galerie d'art de Nouvelle-Galles du Sud : Entretien d'un bateau à marée basse, gravure.
- Art Institute of Chicago : Normandie, 1831, Lithographie, 17 × 22 cm[26]
- Delaware, Davison Art Center, Université Wesleyenne de l'Ohio : lithographies.
- Des Moines, Des Moines Art Center, Six marines, suite lithographique, 1833.
- Glens Falls, Hyde Collection (en), Une grotte, lithographie, 1818.
- Kansas City, Musée d'art Nelson-Atkins : Ruines du château de Bouzols (Auvergne), lithographie, 1831
- Musée d'art du comté de Los Angeles, Retour au port, lithographie, 1833.
- Minneapolis, Minneapolis Institute of Art : Vue de Caen, lithographie.
- Washington, National Gallery of Art.
- Smithsonian American Art Museum.
- Musée des Beaux-Arts de Brest : Brest, vue de Recouvrance, vers 1850, crayon et rehauts de gouache blanche sur papier
- Gray (Haute-Saône), musée Baron-Martin: Fenêtre de maison normande, crayon, 11 × 13 cm ; Étude de femme assise, crayon, 18 × 16 cm
- Paris département des estampes et de la photographie de la Bibliothèque nationale de France
- Paris, Institut national d'histoire de l'art, bibliothèque, fonds d'archives Eugène Isabey : dessins et manuscrits.
- Saint-Denis (La Réunion), musée Léon-Dierx : La mort de Virginie, estampe[27]
- Wellington, Musée de la Nouvelle-Zélande Te Papa Tongarewa, Le donjon de Polignac, gravure.
- Birmingham, Barber Institute of Fine Arts, L'église de Varengeville-sur-Mer, dessin[28]
- Greenwich, National Maritime Museum[29]
- Institut Courtauld,Londres, Dessin[30]
- Wellcome Library, Londres : L'Alchimiste dans son laboratoire, huile sur toile[31]
- Oxford, Ashmolean Museum Un moine, agenouillé en prière, de profil à droite dessin 19,6 × 22,7 cm[32]

### Ouvrages illustrés
- Eugène Isabey, Six marines, suite de six lithographies, Morlot, galerie Vivienne, Paris, et T. McLean, Londres, 1833.
- Sous la direction du baron Isidore Taylor, Auvergne, lithographies de Godefroy Engelmann d'après Eugène Isabey, cinquième volume de Voyages pittoresques et romantiques dans l'ancienne France, Firmin Didot imprimeur, 1833.
- Marie Constance Albertine Montaran, Fragmens [sic], Naples et Venise, dessins de E. Gudin et Eugène Isabey, Paris, J. Laisné, 1836.
- Jacques-Henri Bernardin de Saint-Pierre, Paul et Virginie, suivi de La Chaumière indienne et de La Flore, illustrations de Louis Français, Paul Huet, Eugène Isabey, Tony Johannot, Ernest Meissonnier, Auguste Steinheil, Paris, Éditions L. Curmer, 1838.

## Expositions

### Expositions personnelles
- Pavillon des arts, Paris, mai-juin 1966.
- Château de Dieppe, juin-septembre 1966.
- Eugène Isabey - Paintings, watercolours, drawings, lithographs, Fogg Art Museum, Cambridge (Massachusetts), novembre-décembre 1967.
- Eugène Isabey (1803-1886), par les ruelles et par les grèves, Paris, musée du Louvre, juin-septembre 2012[3],[22].

### Expositions collectives
- Salon de Paris, à partir de 1824.
- Exposition universelle de 1855, Paris, Palais de l'industrie.
- Centenaire d'Eugène Isabey et Auguste Raffet - Peintures, aquarelles, dessins, lithographies d'Eugène Isabey et Auguste Raffet, Salon national de la lithographie et de la carte postale illustrée, 1904.
- Lithographies de Jean-Baptiste et Eugène Isabey, bibliothèque municipale de Mulhouse, janvier-février 1975.
- Voyages pittoresques, 1820-2009, musée des beaux-arts de Rouen, musée d'art moderne André-Malraux, Le Havre, et musée des beaux-arts de Caen, mai-août 2009.
- De Turner à Monet, musée des beaux-arts de Quimper, avril-août 2012.
- L'Austria, une tragédie dans l'Atlantique, exposition-enquête, château des ducs de Bretagne, Nantes, juin-novembre 2012[33].
- De Delacroix à Signac - Dessins de la collection James T. Dyke; musée des impressionnismes, Giverny, juillet-octobre 2012 et National Gallery of Art, Washington, janvier-mai 2013[34].
- Exposition Fabricia - Le voyage à Nantes, École nationale supérieure d'architecture de Nantes, 2014[35].
- L'estuaire de la Seine, l'invention d'un paysage, exposition itinérante au Japon et en Corée du Sud, septembre 2014 - août 2015[36].
- Beauté divine - Tableaux des églises ornaises, musée départemental d'art religieux de Sées, juillet-septembre 2015.
- De David à Courbet, chefs-d'œuvre du musée des beaux-arts et d'archéologie, musée des beaux-arts et d'archéologie de Besançon, mars-septembre 2017.
- Mnémosyne, musée des beaux-arts de Montréal, avril 2017 - août 2018[37].
- Napoléon, images de légende, musée des beaux-arts d'Arras, octobre 2017 - novembre 2018[38].
- Dessiner en plein air, musée du Louvre, janvier 2018.

## Réception critique
- « Souple et rêveuse comme celle de Laurence Sterne dans son Voyage sentimental, la promenade d'Eugène Isabey s'éprend de tous les accidents de la rive ; s'il quitte le port, c'est rarement pour aborder la haute mer ; il regretterait trop la hutte goudronnée, le chantier criard et les baraques où se raccommodent les filets ! Laissez-le pensif devant les grandes ancres rouillées à terre, devant les vieilles barques, les pêcheurs de moules et les rafales de soleil qui viennent balafrer les galets ! Lui seul est le poète de votre misère, ô marins ! Lui seul comprend votre deuil quand vos filets cassent ou quand vos paniers sont défoncés ; lui seul, Eugène Isabey, qui revient avec vous d'Étretat, de Jersey ou de Greenwich. » - Roger de Beauvoir[39]
- « Eugène Isabey, un des hommes les plus justement heureux du mouvement rénovateur. » - Charles Baudelaire[11]
- « C'est un charmant peintre qu'Eugène Isabey, il a une couleur chaude, une facétie pétillante, un ragoût piquant ; sa moindre esquisse, sa plus légère pochade, décèlent l'artiste véritable et n'ont pas besoin de nom pour être reconnues : chaque coup de pinceau les signe... Peints par Eugène Isabey, un alambic, une pierre, un canot, ont l'air spirituel. Sa traduction de la nature n'est jamais plate. Il la relève de fantaisie, de caprice, d'entrain. » - Théophile Gautier[40]
- « Romantique attardé, non sans une certaine poésie dans ses scènes de genre... » - Pierre Bazin[41]
- « Cessant d'exposer après 1878 au Salon, il pratique alors l'aquarelle. Cette technique lui convient remarquablement, il a d'ailleurs incité Jongkind à cet art, et ces rapides notations annoncent l'Impressionnisme. En mêlant de larges empâtements de gouache, Isabey crée des paysages puissants et remarquablement construits, où les bleus s'opposent aux tonalités brun-rouge mises en valeur par des taches de blanc. » - François Lespinasse[42].
- « Le fils de Jean Baptiste Isabey se montre beaucoup plus proche du style préimpressionniste de Delacroix ou de Bonington que de la manière paternelle. Cet artiste considéré en son temps, et sans doute encore aujourd'hui, comme le meilleur des marinistes romantiques, a souvent obéi à la mode des reconstitutions historiques. » - Gérald Schurr[43].
- « Fils de Jean-Baptiste, Eugène Isabey sut imposer avec fougue son prénom : à la précision et à la suave délicatesse de l'un, l'autre répondit par la richesse de sa palette et la générosité de sa touche. En dramaturge romantique, Eugène Isabey orchestra notamment d'immenses scènes de naufrage. Ouvert aux innovations d'Outre-Manche, il sut parallèlement renouveler l'art du paysage lithographié, révélant une Auvergne tourmentée qui n'avait rien à envier à l'Écosse de Walter Scott. Isabey emprunta aussi le goût des costumes historiques à la littérature de son temps. Ses évocations chatoyantes de la cour d'Élisabeth ou des derniers Valois lui assurèrent une clientèle avide de retrouver ainsi transfigurés les fastes du Second Empire. Exploration inédite des rivages normands et bretons, d'Étretat à Saint-Malo, sa vision tourmentée des côtes déchiquetées, tour à tour battues par les vents et écrasées de soleil, nous rappelle que derrière le virtuose de la gouache et de l'aquarelle se cache un artiste authentique, de ceux qui font regarder autrement le spectacle de la nature, leçon à laquelle furent sensibles Jongkind comme Boudin. » - Christophe Leribault[1]

## Élèves
- Louis Bentabole
- Eugène Boudin
- Jean-Baptiste Henri Durand-Brager
- Stanislas Gorin
- Adolphe Hervier
- Fritz Hildebrandt (de)[44].
- Johan Barthold Jongkind
- Charles Euphrasie Kuwasseg
- George Loring Brown[44].
- Jean-Baptiste Messager
- Clara Montalba[44]
- Charles-Théodore Sauvageot
- Theodore Alexander Weber